# Leuchtturm Eckernförde
Der Leuchtturm Eckernförde ist ein Leit- und Warnfeuer in der Eckernförder Bucht. Der weiße Leitsektor bezeichnet die Ansteuerung von Eckernförde, die anderen Sektoren warnen vor den Untiefen Mittelgrund und Stollergrund und dem militärischen Übungsgebiet. Ein Nebenfeuer bezeichnet, zusammen mit dem Hafenleuchtturm, die Einfahrt in den Eckernförder Stadthafen.

## Alter Leuchtturm

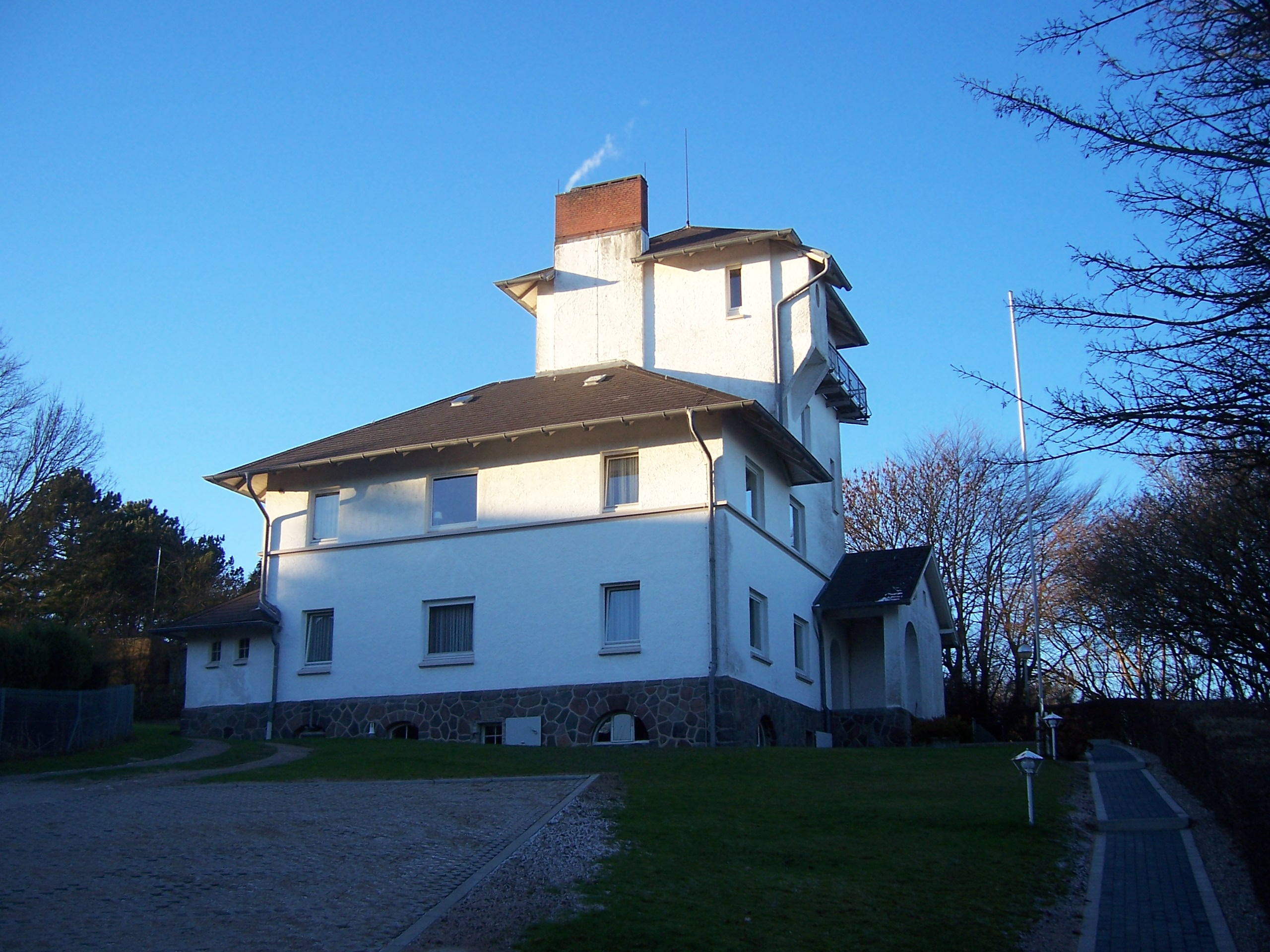
Altes Leuchtfeuer

Der erste Leuchtturm wurde 1907 auf dem Klintbarg in Sandkrug errichtet. Architekt war Arnold Bruhn. Das Bauwerk besteht aus einem rechteckigen Wärterhaus mit einem großen Leuchtenraum im Obergeschoss. Das zuerst mit einer Petroleumlampe betriebene Leuchtfeuer wurde 1926 elektrifiziert. Die Kennung wurde mit einer Otterblende erzeugt.
Sechs Jahre nach seiner Inbetriebnahme baute die Kaiserliche Marine unmittelbar unter dem Leuchtturm die Torpedoversuchsanstalt Eckernförde. Der Leitsektor führte nun direkt durch die Torpedoschießbahn. Da sich der Leuchtturm nicht so einfach versetzen ließ, wurde vorübergehend ein entsprechender Warnsektor eingerichtet. Diese Übergangslösung änderte sich erst 1986, als mehr als siebzig Jahre später ein neuer Leuchtturm gebaut wurde. Der letzte Leuchtfeuerwärter verließ das Gebäude am 30. September 1986. Die Räume wurden danach zu Ferienwohnungen für die Mitarbeiter der Wasser- und Schifffahrtsämter umgebaut.
Leuchtfeuerwärter des alten Leuchtturms am Klintbarg waren:
- 1907–1923: Gustav Pfaff und Julius Wetzel
- 1923–1933: Gustav Pfaff
- 1934–1947: Julius Wetzel
- 1947–1960: Max Pinn
- 1961–1972: Karl Kalkbrenner
- 1972–1979: Otto Radzewski
- 1979–1986: Ferdinand Denzien

Ferdinand Denzien war der letzte Leuchtturmwärter Westdeutschlands.
Das Gebäude steht unter Denkmalschutz (Objekt-Nr.: 23081).

## Neuer Leuchtturm
Etwa 575 Meter nordwestlich des alten Leuchtfeuers wurde 1986 der neue Leuchtturm errichtet. Im Sockel des 26,9 m hohen Betonbauwerks befinden sich die Technikräume, das Leuchtfeuer ist in der oberen Plattform untergebracht. Die Lichtquelle besteht aus einer 230 V/2 kW starken Xenon-Gasentladungslampe und einer Fresnel-Linse. Bei einer Lichtstärke von 212.000 Candela beträgt die Tragweite des Feuers bis zu 21,6 Seemeilen (ca. 40 Kilometer). Die unterschiedlichen Kennungen des Leit- und Warnfeuers werden durch getrennte Otterblenden erzeugt. Das Nebenfeuer zeigt im nordöstlichen Sektor ein schwächeres Festfeuer.
Der vollautomatische Leuchtturm wird vom Wasserstraßen- und Schifffahrtsamt Ostsee unterhalten und von der Verkehrszentrale in Travemünde überwacht.